# Giannis Maniatis
Giannis Maniatis (nascido a 11 de Outubro de 1956) é um político grego. Trabalhou como engenheiro e frequentou a Universidade Técnica Nacional de Atenas. Maniatis serviu como membro do Parlamento Helénico de 2004 a 2019, e como Ministro do Meio Ambiente e Energia da Grécia.